# 2. Flotte (Japanisches Kaiserreich)
Die 2. Flotte des Japanischen Kaiserreichs (japanisch 第二艦隊, Dai-ni Kantai) war eine Flotte der Kaiserlich Japanischen Marine. Sie wurde am 27. Oktober 1903 in der Meiji-Zeit für den Einsatz im Russisch-Japanischen Krieg gegründet, als das Kaiserliche Hauptquartier die aktuelle Stationäre Flotte aufteilte. So entstand die 1. Flotte, bestehend aus Schlachtschiffen, und die 2. Flotte, bestehend aus Kreuzern und Zerstörern. Zusammen bildeten sie eine mobile Streitmacht.

## 2. Flotte 1903 bis 1905
Ihren ersten Einsatz hatte die 2. Flotte beim Gefecht von Tschemulpo am 9. Februar 1904 im Russisch-Japanischen Krieg. Weitere Einsätze fuhr die Flotte bei den Seegefechten bei Ulsan und Tsushima.
| 2. Kreuzerdivision | 2. Kreuzerdivision  | 2. Kreuzerdivision | 2. Kreuzerdivision | 2. Kreuzerdivision | 2. Kreuzerdivision | 2. Kreuzerdivision |
| ------------------ | ------------------- | ------------------ | ------------------ | ------------------ | ------------------ | ------------------ |
| Panzerkreuzer      | Izumo (Flaggschiff) | Asama              | Azuma              | Iwate              | Tokiwa             | Yakumo             |

| 4. Kreuzerdivision | 4. Kreuzerdivision | 4. Kreuzerdivision | 4. Kreuzerdivision | 4. Kreuzerdivision |
| ------------------ | ------------------ | ------------------ | ------------------ | ------------------ |
| Geschützte Kreuzer | Akashi             | Naniwa             | Niitaka            | Takachiho          |
| Kreuzer            | Chihaya            | Chihaya            | Chihaya            | Chihaya            |
| Zerstörer          | Asagiri            | Murasame           | Hasusame           | Shiranui           |
| Zerstörer          | Kagero             | Murakumo           | Yugiri             |                    |
| 4 Minensucher      |                    |                    |                    |                    |

## 2. Flotte im Ersten Weltkrieg
1914 belagerte die 2. Flotte zusammen mit britischen Kriegsschiffen im August das deutsche Pachtgebiet Kiautschou (Belagerung von Tsingtau) in China. Ab dem 31. Oktober begann ein neuntägiger Artillerie-Dauerbeschuss, so dass am 7. November Tsingtau fiel.
| 2. Division (Schlachtschiffe) | 4. Division (Panzerkreuzer) | 6. Division (Geschützte Kreuzer) |
| Suō Tango Iwami               | Iwate Yakumo Tokiwa         | Akitsushima Chitose Chiyoda      |
| 2. Zerstörergeschwader        |                             |                                  |
| Tone                          |                             |                                  |
| Zerstörerdivision 9           | Zerstörerdivision 12        | Zerstörerdivision 13             |

## Zwischenkriegszeit
Am 1. Dezember 1921 wurde die 2. Flotte vorübergehend aufgelöst. Der Grund war das Washingtoner Flottenabkommen von 1922, bei dem alle beteiligten Staaten ihre aktuellen Flotten in einem bestimmten Verhältnis zueinander anpassen mussten. Die Neuaufstellung der 2. Flotte erfolgte aber schon ein Jahr später, am 1. Dezember 1922.

## 2. Flotte am 7. Dezember 1941
Ausgestattet mit Schweren Kreuzern fungierte die 2. Flotte als Aufklärungsflotte. Die 8. Kreuzerdivision und die 18. Zerstörerdivision waren für den Angriff auf Pearl Harbor am 7. Dezember 1941 der Kidō Butai zugeteilt. Am 8. Mai 1942 war die 5. Kreuzerdivision an der Schlacht im Korallenmeer beteiligt und am 4. Juni bei der Schlacht um Midway.
| Direkt unterstellt                               | Kreuzerdivision 4 Vizeadmiral Kondō Nobutake     | Kreuzerdivision 4 Vizeadmiral Kondō Nobutake     | Kreuzerdivision 5 Konteradmiral Takagi Takeo     | Kreuzerdivision 5 Konteradmiral Takagi Takeo        | Kreuzerdivision 7 Konteradmiral Kurita Takeo        | Kreuzerdivision 7 Konteradmiral Kurita Takeo        | Kreuzerdivision 8 Konteradmiral Abe Hiroaki         | Kreuzerdivision 8 Konteradmiral Abe Hiroaki |
| Kamikaze Maru                                    | Takao (Flaggschiff) Atago Maya Chōkai            | Takao (Flaggschiff) Atago Maya Chōkai            | Myōkō Haguro Nachi                               | Myōkō Haguro Nachi                                  | Kumano Mikuma Mogami Suzuya                         | Kumano Mikuma Mogami Suzuya                         | Tone Chikuma                                        | Tone Chikuma                                |
| Zerstörergeschwader 2 Konteradmiral Tanaka Raizō | Zerstörergeschwader 2 Konteradmiral Tanaka Raizō | Zerstörergeschwader 2 Konteradmiral Tanaka Raizō | Zerstörergeschwader 2 Konteradmiral Tanaka Raizō | Zerstörergeschwader 4 Konteradmiral Nishimura Shōji | Zerstörergeschwader 4 Konteradmiral Nishimura Shōji | Zerstörergeschwader 4 Konteradmiral Nishimura Shōji | Zerstörergeschwader 4 Konteradmiral Nishimura Shōji |                                             |
| Jintsū                                           | Jintsū                                           | Jintsū                                           | Jintsū                                           | Naka                                                | Naka                                                | Naka                                                | Naka                                                |                                             |
| Zerstörerdivision 8                              | Zerstörerdivision 15                             | Zerstörerdivision 16                             | Zerstörerdivision 18                             | Zerstörerdivision 2                                 | Zerstörerdivision 4                                 | Zerstörerdivision 9                                 | Zerstörerdivision 27                                |                                             |
| Asashio Ōshio Michishio Arashio                  | Kuroshio Oyashio Hayashio Natsushio              | Hatsukaze Yukikaze Amatsukaze Tokitsukaze        | Kasumi Arare Kagerō Shiranui                     | Murasame Yūdachi Harusame Samidare                  | Arashi Hagikaze Nowake Maikaze                      | Asagumo Yamagumo Natsugumo Minegumo                 | Umikaze Yamakaze Kawakaze Suzukaze                  |                                             |

## 2. Flotte am 14. Juli 1942
Nach der Neugruppierung folgte am 14. August 1942 die Schlacht bei den Ost-Salomonen und am 13. Oktober der Artilleriebeschuss des Henderson-Flugfeldes auf Guadalcanal. Auch an der Seeschlacht von Guadalcanal und der Schlacht bei Tassafaronga, Mitte/Ende November desselben Jahres, war die Flotte beteiligt.
|                        | 3. Geschwader          | 3. Geschwader          | 4. Geschwader          | 4. Geschwader          | 4. Geschwader          | 5. Geschwader          | 5. Geschwader          | 11. Trägergeschwader   | 11. Trägergeschwader   |
| ---------------------- | ---------------------- | ---------------------- | ---------------------- | ---------------------- | ---------------------- | ---------------------- | ---------------------- | ---------------------- | ---------------------- |
| Flugzeugträger         |                        |                        |                        |                        |                        |                        |                        | Chitose                | Kamikawa Maru          |
| Schlachtschiff         | Kongō                  | Haruna                 |                        |                        |                        |                        |                        |                        |                        |
| Kreuzer                |                        |                        | Atago                  | Maya                   | Takao                  | Haguro                 | Myōkō                  |                        |                        |
| 2. Zerstörergeschwader | 2. Zerstörergeschwader | 2. Zerstörergeschwader | 2. Zerstörergeschwader | 2. Zerstörergeschwader | 4. Zerstörergeschwader | 4. Zerstörergeschwader | 4. Zerstörergeschwader | 4. Zerstörergeschwader | 4. Zerstörergeschwader |
| Jintsū                 | 11 Zerstörer           | 11 Zerstörer           | 11 Zerstörer           | 11 Zerstörer           | 11 Zerstörer           | Naka                   | 11 Zerstörer           | 11 Zerstörer           | 11 Zerstörer           |
| Kamikaze Maru          |                        |                        |                        |                        |                        |                        |                        |                        |                        |

Nach einer weiteren Umorganisation waren Teile der 2. Flotte Mitte 1943 an der Schlacht bei Kolombangara und Anfang November 1943 an der Seeschlacht bei der Kaiserin-Augusta-Bucht beteiligt.
Die Schlacht in der Philippinensee am 19. und 20. Juni 1944 bei den Marianeninseln brachte der 2. Flotte heftige Verluste ein.
Nachdem in der See- und Luftschlacht im Golf von Leyte vom 23. bis 26. Oktober 1944 das kurzzeitig eingegliederte Schlachtschiff Musashi, der Geleitträger Chitose und einige Zerstörer versenkt worden waren, kam es wiederum zu einigen Reorganisationen.

## Reorganisation am 1. April 1945
Kurz nach der Reorganisation am 1. April 1945 wurden am 7. April das Schlachtschiff Yamato auf dem Weg nach Okinawa während der Operation Ten-gō versenkt und das 2. Zerstörergeschwader komplett zerstört. Dies war des Ende der 2. Flotte.
| 1. Trägerdivision       | 1. Trägerdivision | 1. Trägerdivision | 1. Trägerdivision | 1. Trägerdivision |
| ----------------------- | ----------------- | ----------------- | ----------------- | ----------------- |
| Schlachtschiff          | Yamato            | Yamato            | Yamato            | Yamato            |
| Flugzeugträger          | Amagi             | Katsuragi         | Ryūhō             | Jun’yō            |
| 2. Zerstörergeschwader  |                   |                   |                   |                   |
| Yahagi                  | 10 Zerstörer      | 10 Zerstörer      | 10 Zerstörer      | 10 Zerstörer      |
| 11. Zerstörergeschwader |                   |                   |                   |                   |
| Sakawa                  | 17 Zerstörer      | 17 Zerstörer      | 17 Zerstörer      | 17 Zerstörer      |
| 31. Zerstörergeschwader |                   |                   |                   |                   |
| Hanazuki                | 17 Zerstörer      | 17 Zerstörer      | 17 Zerstörer      | 17 Zerstörer      |

## Führung

### Oberbefehlshaber
- Vizeadmiral Kamimura Hikonojō ab 27. Oktober 1903
- Vizeadmiral Baron Dewa Shigetō ab 20. Dezember 1905
- Vizeadmiral Baron Ijūin Gorō ab 22. November 1906
- Vizeadmiral Baron Dewa Shigetō ab 26. Mai 1908
- Vizeadmiral Shimamura Hayao ab 1. Dezember 1909
- Vizeadmiral Yoshimatsu Motaro ab 1. Dezember 1911
- Vizeadmiral Ijichi Suetaka ab 1. Dezember 1912
- Vizeadmiral Kato Sadakichi ab 1. Dezember 1913
- Vizeadmiral Nawa Matahachiro ab 5. Februar 1915
- Vizeadmiral Baron Yashiro Rokurō ab 13. Dezember 1915
- Vizeadmiral Prinz Higashifushimi Yorihito  ab 1. Dezember 1917
- Vizeadmiral Yamaya Tanin ab 13. Juni 1918
- Vizeadmiral Prinz Fushimi Hiroyasu ab 1. Dezember 1919
- Vizeadmiral Baron Kantarō Suzuki ab 1. Dezember 1920
- 1. Dezember 1921 bis 1. Dezember 1922 aufgelöst
- Vizeadmiral Naoe Nakano ab 1. Dezember 1922
- Vizeadmiral Katō Hiroharu ab 1. Juni 1923
- Vizeadmiral Saitō Hanroku ab 1. Dezember 1924
- Vizeadmiral Taniguchi Naomi ab 16. September 1925
- Vizeadmiral Yasuhira Yoshikawa ab 10. Dezember 1926
- Vizeadmiral Koshiro Otani ab 16. Mai 1928
- Vizeadmiral Ōsumi Mineo ab 10. Dezember 1928
- Vizeadmiral Nobutaro Iida ab 11. November 1929
- Vizeadmiral Ryozo Nakamura ab 1. Dezember 1930
- Vizeadmiral Suetsugu Nobumasa ab 1. Dezember 1931
- Vizeadmiral Sankichi Takahashi ab 15. November 1933
- Vizeadmiral Yonai Mitsumasa ab 15. November 1934
- Vizeadmiral Takayoshi Kato ab 2. Dezember 1935
- Vizeadmiral Yoshida Zengo ab 1. Dezember 1936
- Vizeadmiral Shimada Shigetarō ab 1. Dezember 1937
- Vizeadmiral Toyoda Soemu ab 15. November 1938
- Vizeadmiral Koga Mineichi ab 21. Oktober 1939
- Vizeadmiral Kondō Nobutake  ab 1. September 1941
- Vizeadmiral Kurita Takeo ab 9. August 1943
- Vizeadmiral Itō Seiichi ab 23. Dezember 1944 bis 7. April 1945
- Vakant bis zum 20. April 1945